# Gala-Gölü-Nationalpark
Der Gala-Gölü-Nationalpark (türkisch Gala Gölü Millî Parkı) liegt in der Marmararegion in der Türkei. Er erstreckt sich in der Provinz Edirne östlich der Stadt Enez, südlich der Stadt İpsala und grenzt im Norden und Westen an das Meriç-Flussdelta.

## Beschreibung
Das ursprünglich als Schutzgebiet eingestufte Gebiet wurde mehrfach in seinem Schutzstatus und seiner Gebietsfläche angepasst. Durch einen Beschluss des Ministerrates im Amtsblatt mit der Nr. 2005.8457.36 wurde das Schutzgebiet am 3. März 2005 zum Nationalpark mit einer Gesamtfläche von 60,9 km² deklariert. Per Präsidialdekret vom 11. April 2020 wurde die Nationalparkfläche auf 59,2349 km² verkleinert.
Der Nationalpark besteht aus dem Gala-See, dem Pamuklu-See mit den daran angrenzenden Feuchtgebieten und den anschließenden Waldflächen, die sich auf rund 3000 ha der Gebietsfläche ausdehnen.

## Flora und Fauna
Für den Nationalpark wurden insgesamt 1043 Arten festgestellt, die sich in 511 Pflanzenarten und 532 Tierarten aufteilen. Die hohe Artenvielfalt wurde in Verbindung mit dem Ramsar-Schutzgebiet des Meriç-Flussdeltas gebracht, das sich im Nordwesten der Nationalparkgrenze anschließt und die Biodiversität in beiden Schutzgebieten fördert.

### Flora
Von den 511 nachgewiesenen Pflanzenarten wurde für fünf Arten ein endemisches Vorkommen festgestellt. Als endemisch gelten die nach dem Arzt und Naturforscher Christopher Martin Ingoldby benannte Nelkenart (Dianthus ingoldby), des Weiteren eine Art aus der Gattung Löwenzahn (Taraxacum aznavourii), eine Art aus der Gattung der Flockenblumen, die „Vielverzweigte Flockenblume“ (Centaurea polyclada), eine weitere Nelkenart (Dianthus lydus) und eine Unterart der „Leier-Glockenblume“ (Campanula lyrata ssp. lyrata).
Weitere Pflanzenarten, die im Schutzgebiet angetroffen werden können, sind beispielsweise der Feldahorn (Acer campestre), die Terpentin-Pistazie (Pistacia terebinthus), der Gemeine Efeu (Hedera helix), die Einjährige Spreublume (Xeranthemum annuum), die Kornelkirsche (Cornus mas), die Zerreiche (Quercus cerris), die Kermes-Eiche (Quercus coccifera), die Echte Feige (Ficus carica), die Hundsrose (Rosa canina) und der Schmalblättrige Rohrkolben (Typha angustifolia).

### Fauna
Eine hohe Anzahl an Tierarten kommt im Nationalpark vor, davon wurden 232 Vogelarten, 44 Säugetierarten, 27 Binnenwasserfischarten, 25 Reptilienarten und 9 Muschelarten identifiziert. In der Gruppe der wirbellosen Tiere wurden 167 Insektenarten und 36 verschiedene Schmetterlingsarten aufgezeichnet.
Als gefährdete Tierarten wurden beispielhaft die Weißkopf-Ruderente (Oxyura leucocephala), der Seeadler (Haliaeetus albicilla), der Fischadler (Pandion haliaetus), der Krauskopfpelikan (Pelecanus crispus), die Zwergscharbe (Microcarbo pygmeus), der Sichler (Plegadis falcinellus), der Spornkiebitz (Vanellus spinosus), der Purpurreiher (Ardea purpurea), der Schwarzstorch (Ciconia nigra), die Rostgans (Tadorna ferruginea), die Brandgans (Tadorna tadorna), der Eisvogel (Alcedo atthis) und der Rosapelikan (Pelecanus onocrotalus) genannt.

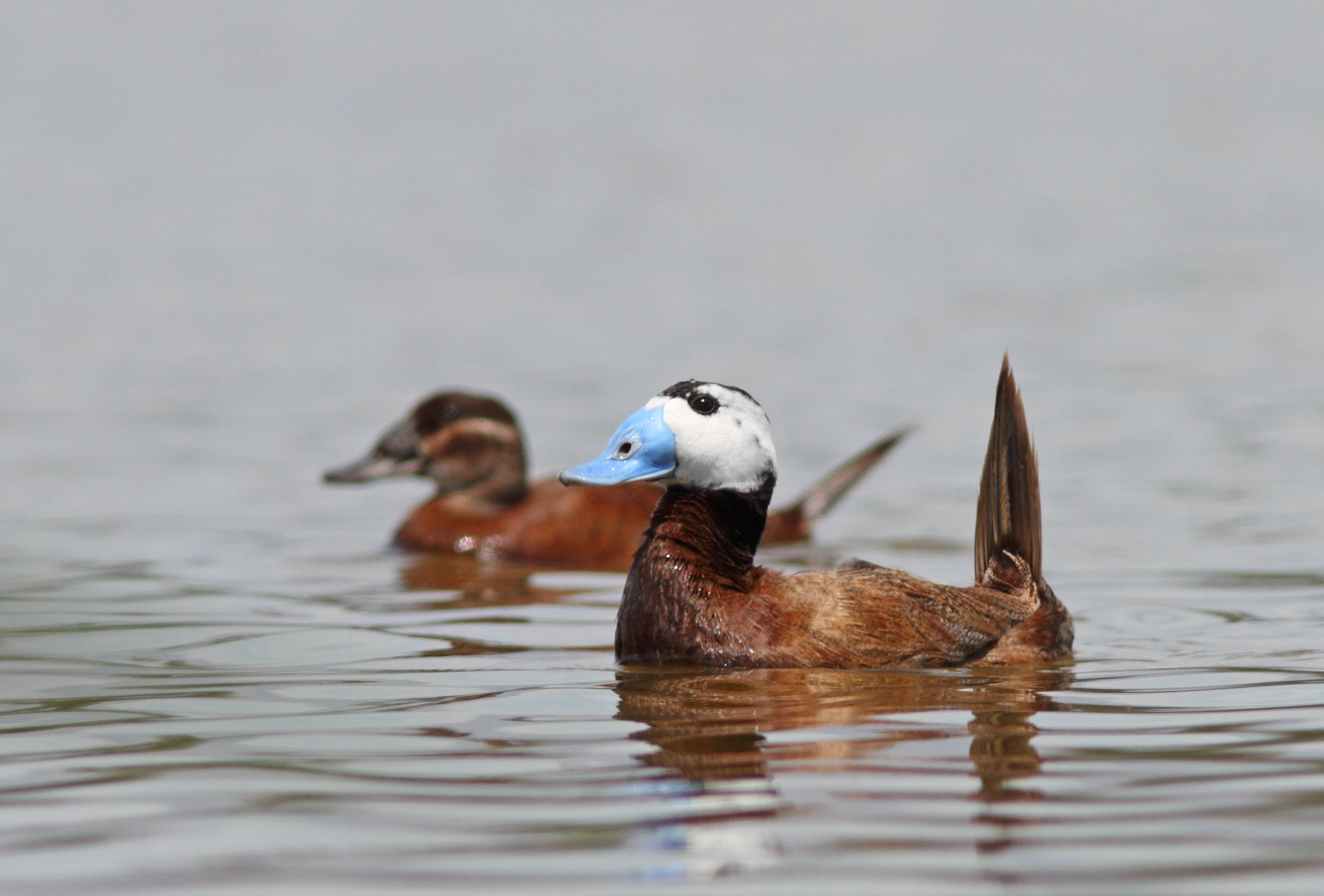
Weißkopf-Ruderente (Beispielfoto)
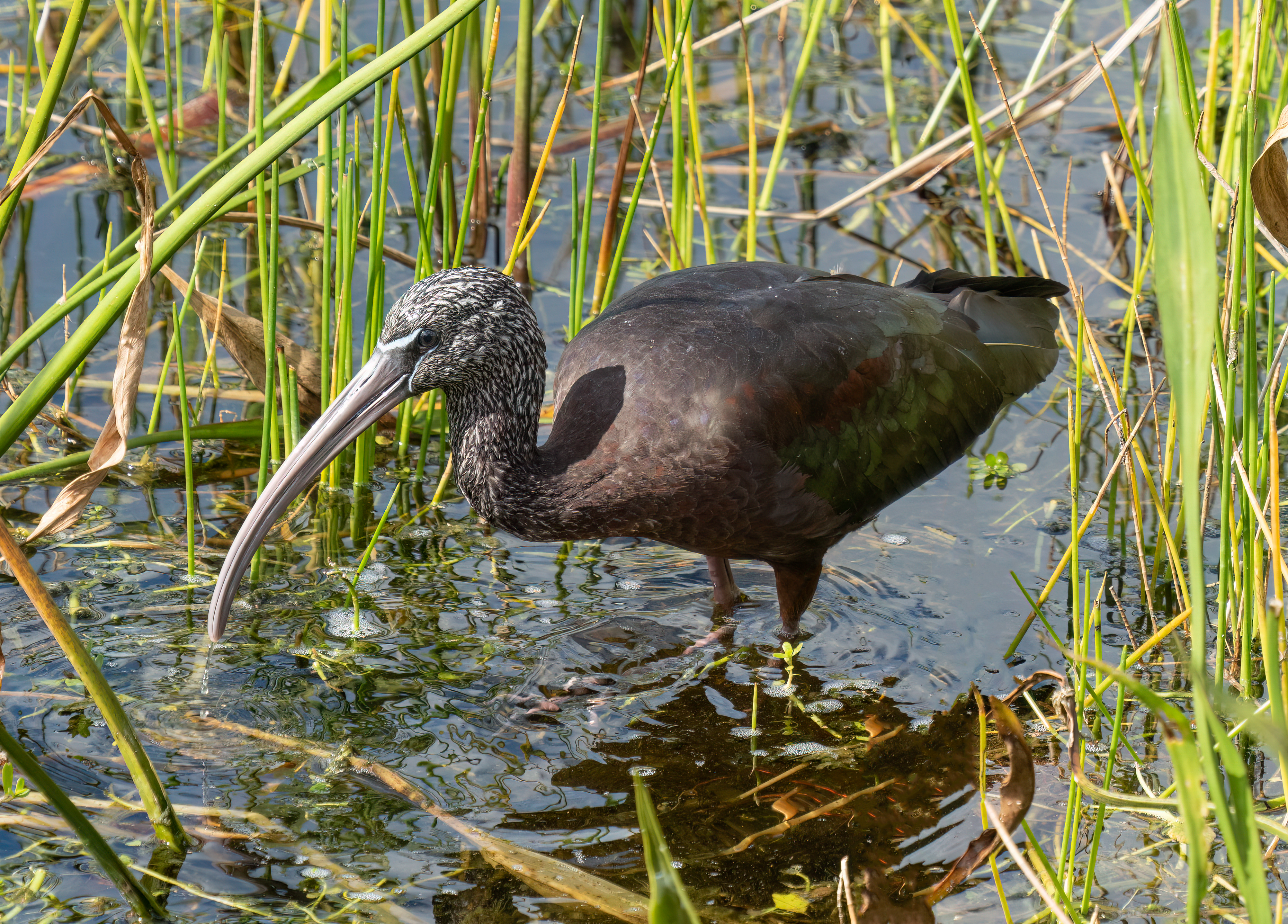
Sichler (Beispielfoto)